# Symplectoscyphus pseudodivaricatus
Symplectoscyphus pseudodivaricatus is een hydroïdpoliep uit de familie Sertulariidae. De poliep komt uit het geslacht Symplectoscyphus. Symplectoscyphus pseudodivaricatus werd in 1961 voor het eerst wetenschappelijk beschreven door Ralph. 